# Efekt Dunninga-Krugera

Wyniki eksperymentu drugiego z oryginalnej publikacji Krugera i Dunninga (1999). Uczestnicy badania źle szacowali swoje umiejętności w liniowej (nie U-kształtnej) zależności od ich faktycznych umiejętności.

Efekt Dunninga-Krugera – błąd poznawczy polegający na tym, że osoby niewykwalifikowane w jakiejś dziedzinie życia mają tendencję do przeceniania swoich umiejętności w tej dziedzinie, podczas gdy osoby wysoko wykwalifikowane mają tendencję do zaniżania oceny swoich umiejętności.
Zjawisko to zostało opisane i udokumentowane przez Justina Krugera i Davida Dunninga z Uniwersytetu Cornella. 

## Historia badania
Kruger i Dunning zwrócili uwagę na liczne wcześniejsze badania, które zdają się sugerować, że w przypadku umiejętności tak różnorodnych jak obsługa pojazdów mechanicznych, gra w szachy czy tenisa „ignorancja częściej jest przyczyną pewności siebie, niż wiedza” (jak to ujął Charles Darwin). Postawili oni hipotezę, że w przypadku umiejętności, którą każdy może posiąść w większym lub mniejszym stopniu, osoby niekompetentne:
1. nie dostrzegają swojego niskiego poziomu umiejętności,
2. nie potrafią prawidłowo ocenić poziomu umiejętności u siebie,
3. nie potrafią prawidłowo ocenić poziomu umiejętności u innych,
4. rozpoznają i uznają swój niski poziom umiejętności dopiero po odpowiednim treningu.

Aby sprawdzić poprawność tej hipotezy, sprawdzili ją na studentach swojej uczelni, którzy zapisali się na różne kursy z psychologii.
W serii doświadczeń Kruger i Dunning sprawdzili samoocenę dotyczącą myślenia logicznego, znajomości gramatyki i poczucia humoru. Po pokazaniu im wyników ich testów studenci zostali poproszeni o oszacowanie swojego poziomu, po czym grupa kompetentna w danej dziedzinie oceniła go poprawnie, podczas gdy ta niekompetentna wciąż go przeceniała. Jak zauważyli Dunning i Kruger, „podczas 4 doświadczeń uczestnicy notowani najniżej w testach dotyczących poczucia humoru, gramatyki i logiki znacznie przeceniali swoje osiągnięcia i umiejętności. Mimo iż wyniki testów plasowały ich w 12. percentylu, oni sami szacowali, że osiągnęli wynik plasujący ich w 62. percentylu”. Jednocześnie ludzie naprawdę posiadający wiedzę zwykli nie doceniać swej kompetencji.

## Odbiór w świecie nauki
Zjawisko to zostało odtworzone w innych eksperymentach, zaproponowano też różne wyjaśnienia, odwołujące się m.in. do artefaktów statystycznych i heurystyk poznawczych służących ochronie samooceny czy heurystyk wynikających z braku punktów odniesienia. Przegląd badań obejmujących testy bardziej codziennej wiedzy nie wykazał natomiast obecności takiego efektu.
Późniejsze badanie wskazują, że uzyskane przez Krugera i Dunninga dane są wynikiem zjawiska statystycznego zwanego regresją do średniej oraz błędu poznawczego zwanego złudzeniem ponadprzeciętności, a zaproponowane przez autorów wyjaśnienie jest błędne.
W roku 2000 Dunning i Kruger otrzymali za swoje badania satyryczną Nagrodę Ig Nobla w dziedzinie psychologii.